# 鶏肉ハム
鶏肉ハム（けいにくハム または とりにくハム）は、鶏肉を使用したハムに類似したものである。略して「鶏ハム」とも。

## 概要
世界各地にある。ヨーロッパでもアメリカでも中東でも日本でも作られている。
日本では青森県、愛知県、岐阜県など、鶏肉の産地の特産品。青森県の物は畜産振興事業団が開催する特産畜産物フェアにて1994年、全国に紹介された。これは燻製品である。愛知県のものは名古屋駅の駅弁である、鳥そぼろ弁当にて使用されている。この他、有名な地鶏の産地で作られていることが多い。
鶏ハムは家庭でも簡単に作れる。鶏むね肉から皮と脂身をとりのぞき、塩・砂糖などをすりこみ、ラップで包んで（直径7〜8cmなどの）筒状の形に整え、空気が入らないように両端をしっかりねじりタコ糸でしばって形をもう一度ととのえて、ジッパーつきのビニール袋などに入れてから鍋で（数十分など、十分な時間）茹でる。その後は、数時間ほど放置して完成。もしくは茹でてから20分ほど放置して冷蔵庫に入れて1時間以上放置して完成、という方法もある。
- 鶏肉ハム（トルコ）
- 鶏肉ハム（フランス）
- シンガポールのマクドナルドのサンライズロール・チキンハム